# Zagora-Mouresi
Zagora-Mouresi (Grieks: Ζαγορά-Μουρέσι) is sedert 2011 een fusiegemeente (dimos) in de Griekse bestuurlijke regio (periferia) Thessalië.
De twee deelgemeenten (dimotiki enotita) van de fusiegemeente zijn:
- Mouresi (Μουρέσι)
- Zagora (Ζαγορά)